# Dolné Srnie
Dolné Srnie este o comună slovacă, aflată în districtul Nové Mesto nad Váhom din regiunea Trenčín. Localitatea se află la altitudinea de 222 m deasupra n.m., se întinde pe o suprafață de 8,79 km2 și în 2017 număra 988 de locuitori.

## Istoric
Localitatea Dolné Srnie este atestată documentar din 1477.

## Demografie
| An:                | 1994 | 2004    | 2014   | 2024   |
| ------------------ | ---- | ------- | ------ | ------ |
| Număr de persoane: | 832  | 928     | 980    | 984    |
| Diferență:         |      | +11,53% | +5,60% | +0,40% |

| An:                | 2023 | 2024   |
| ------------------ | ---- | ------ |
| Număr de persoane: | 983  | 984    |
| Diferență:         |      | +0,10% |